# Франсуа-Жорж Ауд'єрн
Отець Франсуа-Жорж Ауд'єрн (фр. François-Georges Audierne) — французький священник, історик та археолог.
Народився в Сарлаті 4 січня 1798 року та помер у Парижі 23 жовтня 1891 року, прожив 93 роки.
1834 року супроводжував Арчісса де Комона під час відвідування пам'ятників та музеїв Періге.
1836 року був помічником Жозефа, де Мурсена в управлінні музеєм Перигор, збудованим архітектором Луї Катуаром біля каплиці Білих Покаяних, на південь від монастиря собору Сен-Фронт. Щоб зацікавити громадськість до архітектурних залишків, що були в «Музеї Везуньєна», встановленому в амфітеатрі, він додав мінералогічну колекцію Кіпрієна-Проспера Барда та свою колекцію скам'янілостей, його сокири, медалі та монети, що Франсуа Жуанне довірили йому.